# Expédition auxiliaire de Santa Cruz à Quito

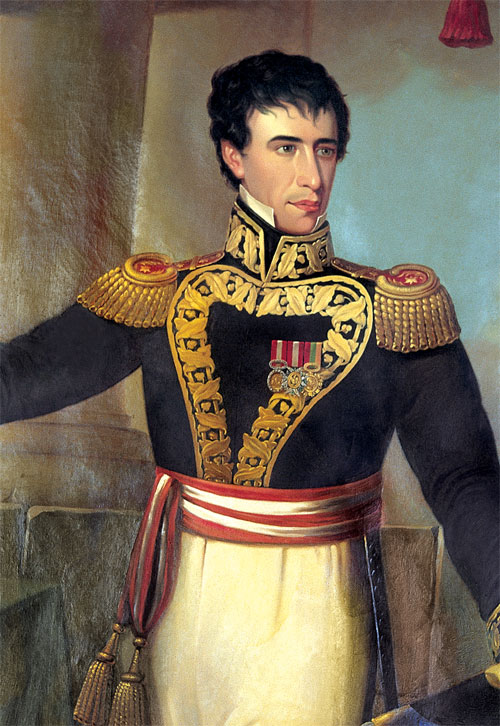
Andrés de Santa Cruz, commandant en chef de l'expédition.

L’expédition auxiliaire de Santa Cruz à Quito est un contingent militaire de l'Armée péruvienne envoyé par José de San Martín en 1821 afin de porter secours aux troupes de Antonio José de Sucre dans les territoires de la Province libre de Guayaquil (actuel Équateur). Ces forces étaient commandées par le colonel Andrés de Santa Cruz et renforcées par des troupes des Provinces-Unies du Río de la Plata.
La formation alignait 1 622 soldats, dont deux bataillons d'infanterie et trois escadrons de cavalerie.

## Forces expéditionnaires
| État-major - Andrés de Santa Cruz, commandant en chef Unités et commandants Infanterie - Batallón No 2 Independiente de Trujillo, sous le commandement du colonel Luis Urdaneta - Batallón No 4 de Piura, sous le commandement du colonel Francisco Villa Cavalerie - Escuadrón Cazadores a Caballo de Trujillo, sous le commandement du colonel argentin Antonio Sánchez - Escuadrón Cazadores a Caballo de Paita, sous le commandement du colonel argentin Antonio Sánchez - Escuadrón du Regimiento de Granaderos a Caballo de los Andes de 96 grenadiers montés à cheval, commandés par le colonel Juan Lavalle. |